# Ouled Rached
Ouled Rached (în arabă أولاد راشد) este o comună din provincia Bouira, Algeria.
Populația comunei este de 9.311 locuitori (2008).